# Lianhe Xiang (socken i Kina)
Lianhe Xiang (kinesiska: 联合, 联合乡) är en socken i Kina. Den ligger i provinsen Yunnan, i den sydvästra delen av landet, omkring 100 kilometer norr om provinshuvudstaden Kunming. Antalet invånare är 11 117. Befolkningen består av 5 250 kvinnor och 5 867 män. Barn under 15 år utgör 22,0 %, vuxna 15-64 år 67 %, och äldre över 65 år 9,0 %.
Genomsnittlig årsnederbörd är 919 millimeter. Den regnigaste månaden är juni, med i genomsnitt 200 mm nederbörd, och den torraste är januari, med 8 mm nederbörd.